# County Kildare
County Kildare (irsk: Contae Chill Dara) er et county i Republikken Irland, hvor det ligger i provinsen Leinster.
County Kildare omfatter et areal på 1.693 km² med en samlet befolkning på 186.075 (2006). 
Det administrative county-center ligger i byen Naas.
- Wikimedia Commons har flere filer relateret til County Kildare

53°12′N 6°48′V / 53.2°N 6.8°V